# Étienne Roffet
Étienne Roffet, surnommé « Le Faulcheur », est un relieur et imprimeur-libraire français de la Renaissance, connu pour être le premier titulaire de l'office de « relieur du roi », entre 1539 et 1549 à la demande de François Ier. Il a exercé à Fontainebleau puis à Paris.
Il est le fils du libraire et relieur Pierre Roffet et actif principalement à partir du second semestre 1533 en travaillant d'abord pour la bibliothèque royale, avant d'être nommé par le roi, pour lequel il travaille jusqu'à sa mort, vers juin 1549 au plus tard. Selon la Bibliothèque nationale de France, il est possible que l'atelier désigné sous le nom de « relieur à la Fleur-de-lis » ait été le sien.
Étienne Roffet est associé à un style décoratif à encadrements et à composition centrale de fers,. Il a réalisé environ 250 reliures en veau brun comportant les armes royales.